# Хасэгава, Кадзуто
Кадзуто Хасэгава (яп. 長谷川 一人 Хасэгава Кадзуто) — японский рэндзист, многократный мэйдзин, чемпион мира по рэндзю (1997).

## Биография
Начал играть в рэндзю в 1976 году. К 90-м годам его уровень игры поднялся до уровня, позволившего ему пройти все отборочные турниры и претендовать на звание мэйдзина. В роли претендента он проиграл мэйдзин-матчи 1988, 1989, 1990, 1992 годов Сигэру Накамуре и в 1995 году Норихико Кавамуре. В 1996 году он добился успеха, победив Кавамуру со счетом 3:2 и завоевав титул мэйдзина, но уже в 1997 Накамура вернул себе потерянный титул, легко (3:0) переиграв Хасэгаву. Впоследствии Хасэгава участвовал в мэйдзин-матчах 2000, 2001 (проигрыши Накамуре), 2002, 2003 (проигрыши Ямагути), пока, наконец, в 2005 году ему не удалось обыграть Кавамуру со счетом 3,5:1,5, завоевав второй раз звание мэйдзина. Это звание он удерживал вплоть до 2009 включительно.
Хасэгава неоднократно участвовал в чемпионатах мира (1989 — 4 место, 1991 — 5 место, 1993 — 5 место, 1999 — 4 место), достигнув наивысшего успеха в 1997, когда ему покорилось звание чемпиона мира.
Также Хасэгава участвовал в ряде командных чемпионатов мира, завоевав в составе сборной Японии бронзовые медали в 2000 и 2010 годах.